# Itoku
Itoku (japanska Itoku Tennō), var enligt legenden Japans fjärde kejsare. Inget exakt födelse-, regerings- eller dödsdatum kan tillskrivas honom, och han ses idag som en "sagokejsare". I Kojiki och Nihonshoki skrevs bara hans namn och ättlängd. Enligt legenden ska han ha regerat mellan 510 f.Kr. och 476 f.Kr.
Hans namn betyder ungefär "välgörande dygd".
- Företrädd av: Annei Tennou.
- Efterträdd av: Kosho.